# Кашина Пјати (Комо)
Кашина Пјати је насеље у Италији у округу Комо, региону Ломбардија.
Према процени из 2011. у насељу је живело 88 становника. Насеље се налази на надморској висини од 259 м.